# جشنواره فیلم کن ۲۰۲۲
هفتاد و پنجمین جشنواره فیلم کن (انگلیسی: 2022 Cannes Film Festival) از ۱۷ تا ۲۸ مهٔ ۲۰۲۲ برگزار شد. در این جشنواره ادای احترامی به تام کروز داده شد، که فیلم او تاپ گان: ماوریک در جشنواره نمایش داده شد و برنده جایزه افتخاری نخل طلا شد. پوستر رسمی جشنواره به عنوان ادای احترام به نمایش ترومن (۱۹۹۸) طراحی شد. این جشنواره پس از دو دورهٔ گذشته به ظرفیت کامل تماشاگران قبل از شروع محدودیت‌های کووید-۱۹ در فرانسه بازگشت.
نخل طلا در این دوره به فیلم مثلث غم ساختهٔ روبن اوستلوند رسید، که او را تبدیل به نُهمین کارگردانی می‌کند که دو بار این جایزه را دریافت کرده‌است.

## هیئت داوران
هیئت داوران زیر برای جشنواره معرفی شدند.

### رقابت اصلی
- ونسان لندون، بازیگر فرانسوی، رئیس هیئت داوران
- اصغر فرهادی کارگردان، فیلمنامه‌نویس و تهیه‌کننده ایرانی
- ربکا هال، بازیگر، تهیه‌کننده، کارگردان و فیلمنامه‌نویس انگلیسی
- لج لی، کارگردان، فیلمنامه‌نویس، بازیگر و تهیه‌کننده فرانسوی
- جف نیکولز، کارگردان و فیلمنامه‌نویس آمریکایی
- دیپیکا پادوکونه، هنرپیشه هندی
- نومی راپاس، بازیگر سوئدی
- یواخیم تری‌یر، کارگردان و فیلمنامه‌نویس نروژی
- یاسمینه ترینکا، بازیگر و کارگردان ایتالیایی

### نوعی نگاه
- والریا گولینو، بازیگر، کارگردان و تهیه‌کننده ایتالیایی، رئیس هیئت داوران
- بنجامین بیولای، خواننده، ترانه‌سرا، بازیگر و تهیه‌کننده فرانسوی
- دبرا گرانیک، کارگردان آمریکایی
- جوانا کولیگ، بازیگر لهستانی
- ادگار رامیرز، بازیگر و تهیه‌کننده ونزوئلایی

### دوربین طلایی
- روسی د پالما، بازیگر اسپانیایی، رئیس هیئت داوران
- ناتازا کروسیکی، مدیر کل فرانسوی گروه آری
- لوسین ژان باتیست، کارگردان، فیلمنامه‌نویس و بازیگر فرانسوی
- ژان کلود لاریو، فیلمبردار فرانسوی
- ساموئل لو بیان، بازیگر فرانسوی
- اولیویه پلیسون، منتقد فیلم فرانسوی
- الئونور وبر، کارگردان و نویسنده فرانسوی

### هیئت داوران مستقل
هفته بین‌المللی منتقدان
- کائوتر بن هانیا، کارگردان و فیلمنامه‌نویس تونسی، رئیس هیئت داوران
- بنوا دبی، فیلمبردار بلژیکی
- بندیکت ارلینگسون، کارگردان ایسلندی
- هو مون یونگ، منتقد سینمای کره‌ای و کارگردان جشنواره فیلم بوسان
- آریان لابد، بازیگر فرانسوی-یونانی

نخل کوئیر
- کاترین کورسینی، کارگردان و فیلمنامه‌نویس فرانسوی، رئیس هیئت داوران
- جانیس بوزیانی، بازیگر، کارگردان و فیلمنامه‌نویس فرانسوی
- ماریلو دوپونشل، روزنامه‌نگار فرانسوی
- استفان ریتهاوزر، کارگردان سوئیسی
- پل استراترز، تهیه‌کننده استرالیایی

جایزه طلایی
- آگنیشکا هولاند، کارگردان لهستانی، رئیس هیئت داوران
- پیر دولادونشا، بازیگر فرانسوی
- هیچم فلاح، مدیر کل مراکشی جشنواره بین‌المللی فیلم مستند آگادیر
- ایرینا تسیلیک، کارگردان و نویسنده اوکراینی
- الکس ویسنته، منتقد فیلم اسپانیایی

## انتخاب رسمی

### در رقابت
فیلم‌های زیر برای نخل طلا رقابت انتخاب شدند:
| عنوان فارسی       | عنوان اصلی            | کارگردان(ها)                        | کشور (های) تولیدکننده          |
| ----------------- | --------------------- | ----------------------------------- | ------------------------------ |
| زمان آرماگدون     | Armageddon Time       | جیمز گری                            | ایالات متحده                   |
| پسری از بهشت      | Boy from Heaven       | طارق صالح                           | سوئد، فنلاند                   |
| دلال              | 브로커                | هیروکازو کورئیدا                    | کره جنوبی                      |
| برادر و خواهر     | Frère et sœur         | ارنو دپلشن                          | فرانسه                         |
| نزدیک             | Close                 | لوکاس دونت                          | بلژیک، هلند، فرانسه            |
| جنایات آینده      | Crimes of the Future  | دیوید کراننبرگ                      | کانادا، یونان                  |
| تصمیم به رفتن     | 헤어질 결심           | پارک چان-ووک                        | کره جنوبی                      |
| هشت کوه           | Le otto montagne      | شارلوت واندرمیرش، فلیکس ون گرونینگن | ایتالیا، بلژیک                 |
| آیو               | Io                    | یرژی اسکولیموفسکی                   | لهستان، ایتالیا                |
| همیشه جوان        | Les Amandiers         | والریا برونی تدسکی                  | فرانسه                         |
| عنکبوت مقدس       | عنکبوت مقدس           | علی عباسی                           | فرانسه، آلمان، سوئد، دانمارک   |
| برادران لیلا      | برادران لیلا          | سعید روستایی                        | ایران                          |
| مادر و پسر        | جوان کوچک             | لئونور سرای                         | فرانسه                         |
| نوستالژی          | Nostalgia             | ماریو مارتونه                       | ایتالیا                        |
| آرامش             | Tourment sur les îles | آلبرت سرا                           | اسپانیا، فرانسه، آلمان، پرتغال |
| آر.ام. ان         | R.M.N                 | کریستین مونگیو                      | رومانی                         |
| نمایش             | Showing Up            | کلی رایشارت                         | ایالات متحده                   |
| ستاره‌ها هنگام ظهر | Stars at Noon         | کلر دنیس                            | فرانسه                         |
| همسر چایکوفسکی    | Жена Чайковского      | کریل سربرنیکوف                      | روسیه، فرانسه، سوئیس           |
| توری و لوکیتا     | Tori et Lokita        | ژان پیر و لوک داردن                 | بلژیک، فرانسه                  |
| مثلث غم           | Triangle of Sadness   | روبن اوستلوند                       | سوئد، فرانسه، بریتانیا، آلمان  |

### خارج از رقابت
فیلم‌های زیر برای اکران خارج از رقابت انتخاب شدند:
| عنوان فارسی                 | عنوان اصلی         | کارگردان(ها)            | کشور (های) تولیدکننده         |
| --------------------------- | ------------------ | ----------------------- | ----------------------------- |
| الویس                       | الویس              | باز لورمن               | استرالیا، ایالات متحده آمریکا |
| فاینال کات (فیلم افتتاحیه)  | Coupez !           | میشل آزاناویسوس         | فرانسه                        |
| بی گناه                     | L'Innocent         | لوئیس گارل              | فرانسه                        |
| ریمل                        | ریمل               | نیکلا بیدوس             | فرانسه                        |
| نوامبر                      | نوامبر             | سدریک خیمنز             | فرانسه                        |
| سه هزار سال حسرت            | سه هزار سال حسرت   | جورج میلر               | استرالیا، ایالات متحده آمریکا |
| تاپ گان: ماوریک             | تاپ گان: ماوریک    | جوزف کوشینسکی           | ایالات متحده                  |
| نمایش‌های نیمه شب            |                    |                         |                               |
| شکار                        | 헌트               | لی جونگ-جه              | کره جنوبی                     |
| رؤیای ماه                   | رؤیای ماه          | برت مورگن               | ایالات متحده                  |
| شورشی                       | شورشی              | عادل العربی و بلال فلاح | بلژیک                         |
| سیگار کشیدن باعث سرفه می‌شود | Fumer fait tousser | کوئنتین دوپیو           | فرانسه                        |

## بخش‌های موازی

### هفته منتقدان
فیلم‌های زیر برای نمایش در هفته منتقدان انتخاب شدند.
| عنوان فارسی                                          | عنوان اصلی                       | کارگردان(ها)        | کشور سازنده                  |
| در بخش مسابقه                                        | در بخش مسابقه                    | در بخش مسابقه       | در بخش مسابقه                |
| ---------------------------------------------------- | -------------------------------- | ------------------- | ---------------------------- |
| افترسان                                              | Aftersun                         | کارلوت ولز          | بریتانیا، ایالات متحده       |
| آلما ویوا                                            | Alma viva                        | کریستل آلوس میرا    | فرانسه، پرتغال               |
| تصور (CdO)                                           | تصور                             | علی بهراد           | ایران                        |
| پشت                                                  | La jauría'                       | آندرس رامیرز پولیدو | لمبیا، فرانسه                |
| عشق به قول دلوا                                      | Dalva                            | امانوئل نیکوت       | بلژیک، فرانسه                |
| اسکارهای تابستانی                                    | Nos Cérémonies                   | سایمون ریث          | فرانسه                       |
| داستان هیزم‌شکن                                       | Metsurin tarina                  | میکو میلیهاتی       | فنلاند، دانمارک، هلند، آلمان |
| نمایش‌های ویژه                                        |                                  |                     |                              |
| همه ژان را دوست دارند                                | Tout le monde aime Jeanne        | سلین دوو            | فرانسه                       |
| سوهی بعدی (فیلم اختتامیه)                            | 다음 소희                        | جولای جونگ          | کره جنوبی                    |
| پسران رامسس                                          | گوته دور                         | کلمنت کوگیتوره      | فرانسه                       |
| وقتی که نجات جهان را تمام کردی (فیلم افتتاحیه) (CdO) | When You Finish Saving the World | جسی آیزنبرگ         | ایالات متحده                 |

(CdO) نشان می‌دهد که فیلم واجد شرایط دریافت جایزه دوربین طلایی به عنوان اولین تجربه کارگردانی است.

## جوایز رسمی

#### بخش مسابقه
- نخل طلا: مثلث غم اثر روبن اوستلوند
- جایزه بزرگ:
  - نزدیک اثر لوکاس دونت
  - ستاره‌ها هنگام ظهر اثر کلر دنی
- بهترین کارگردان: پارک چان-ووک برای تصمیم جدایی
- بهترین بازیگر زن: زهرا امیرابراهیمی برای عنکبوت مقدس
- بهترین بازیگر مرد: سونگ کانگ-هو برای دلال
- بهترین فیلم‌نامه: طارق صالح برای پسری از بهشت
- جایزه هیئت داوران:
  - هشت کوه اثر فیلیکس ون گرینینگن و شارلوت وندرمرش
  - آیو اثر یرژی اسکولیموفسکی
- جایزه هفتاد پنجمین سالگرد: توری و لوکیتا اثر برادران داردن
- نخل طلای افتخاری:
  - فارست ویتاکر
  - تام کروز